# Single ma non troppo
Single ma non troppo (How To Be Single) è un film del 2016 diretto da Christian Ditter.
Basato sul romanzo di Liz Tuccillo, da cui prende lo stesso nome, vede come protagonisti Dakota Johnson, Rebel Wilson, Alison Brie, Leslie Mann, Nicholas Braun, Jason Mantzoukas e Damon Wayans, Jr..

## Trama
Alice, desiderosa di una pausa dal suo fidanzato di lunga data, Josh, decide di trasferirsi a New York. Qui inizia a lavorare come assistente legale e si stabilisce con sua sorella Meg, ginecologa. Ben presto, Alice stringe amicizia con la collega Robin, che ama trascorrere le sue serate tra feste e relazioni senza impegni. Le due iniziano a uscire insieme e, tramite Robin, Alice conosce Tom, un barista noto per le sue numerose avventure occasionali. Seguendo il consiglio di Robin, Alice trascorre la notte con Tom, il quale chiarisce tuttavia di non essere interessato a una relazione seria. Delusa e turbata dalla superficialità dell'incontro, decide di incontrare Josh in un ristorante per comunicargli di essere pronta a tornare insieme a lui.
L'ex fidanzato di Alice le rivela, tuttavia, che non è più possibile riconciliarsi con lei, poiché ora sta frequentando un'altra ragazza.
Nel frattempo, Meg, la sorella maggiore di Alice, decide di voler avere un figlio. Essendo single, opta per un donatore e presto rimane incinta. Poco dopo, inizia una relazione con Ken, collega di Alice, senza rivelargli la sua gravidanza. Intanto, nel bar di Tom, Lucy, cliente e amica del barista, è alla ricerca dell'uomo ideale attraverso incontri su siti web che sfortunatamente terminano tutti male. Tom osserva con curiosità la situazione, scoprendo lentamente di avere sentimenti per l'amica Lucy. Disperata dopo la rottura con Josh, Alice decide di partecipare al Wesleyan Alunni Networking Event, il ritrovo degli ex alunni della sua vecchia scuola, dove incontra un uomo di nome David.
Qualche tempo dopo, Alice e Robin partecipano a un party invernale organizzato da Josh. Mentre osserva Josh ballare e baciarsi con la sua nuova ragazza Michelle, Alice comincia a sentire la sua mancanza. Decidendo di lasciare la festa, si dirige verso l'albero di Natale del Rockefeller Center. Camminando per la strada, incontra David e lo invita a vedere l'albero insieme a lei; tuttavia, David le dice che prima desidera mostrarle qualcosa. Arrivano così in un edificio in fase di costruzione che appartiene a David, il quale le mostra una finestra dalla quale i due possono ammirare una vista mozzafiato sull'albero di Natale. Alice lo ringrazia e poco dopo i due iniziano una relazione.
Tre mesi più tardi, David sente Alice mentre canta insieme alla sua figlioletta Phoebe e, molto arrabbiato, le chiede di non farlo più, perché lei non è sua madre. Confusa, Alice spiega a David che non era sua intenzione turbarlo e gli chiede il motivo per cui non vuole affrontare l'argomento sulla morte della madre di sua figlia; tuttavia, David si arrabbia ancora di più e i due si lasciano.
Nel frattempo, Lucy inizia una relazione con Paul, che però la lascia dopo sole tre settimane, confessando di voler esplorare altre possibilità. Lucy, profondamente provata da questa esperienza, decide di dedicarsi al volontariato. Un giorno, mentre legge favole ai bambini in una libreria, reagisce con veemenza a una storia di principi che abbandonano le principesse. George, un impiegato della libreria, interviene per calmarla e i due iniziano a frequentarsi. Alice, nel frattempo, accetta l'offerta di Tom di trascorrere una serata insieme all'insegna dell'ubriachezza. Durante la serata, condividono le loro frustrazioni e sentimenti, finendo per passare nuovamente a letto insieme nel tentativo di distrarsi. Ken, dopo aver scoperto della gravidanza di Meg, desidera ancor di più starle accanto e supportarla. Tuttavia, Meg decide di lasciarlo, temendo che il loro rapporto possa deteriorarsi dopo la nascita del bambino.
Il giorno della festa di compleanno di Alice, organizzata da Robin, la situazione prende una piega inaspettata quando Robin invita senza preavviso Tom, David e Josh. Alice, sconvolta dalla presenza dei tre uomini, inizia a litigare furiosamente con Robin. Tom confessa a Lucy i suoi sentimenti, ma lei è ormai impegnata con George e lo respinge. Alice esce per prendere una boccata d'aria e viene raggiunta da Josh. Tra i due scoppia un momento di passione, ma si interrompe quando Alice scopre che Josh si è ufficialmente fidanzato con un'altra donna. Decidendo di chiudere definitivamente con Josh, si dirige verso casa in taxi; tuttavia, il veicolo investe accidentalmente Robin. Nel frattempo, Meg lascia la festa e le si rompono le acque. Alice e Meg corrono in ospedale, dove Meg partorisce una bambina. In ospedale arriva l'ex fidanzato di Meg, che riesce a rassicurarla e la convince a tornare insieme a lui.
Alice finalmente comprende il significato di essere single, imparando a rispettare se stessa e a non cercare di soddisfare i desideri altrui, abbracciando il coraggio di stare sola. Decide di recarsi a casa di Robin per chiarire la loro lite e rimane stupita nel constatare quanto sia grande e pieno di oggetti costosi l'appartamento della sua amica. Robin le rivela di essere benestante, nonostante non abbia mai contribuito ai conti durante le loro uscite. Le due amiche si riconciliano e trascorrono il resto della giornata insieme a casa di Robin.Il film si conclude con Alice che realizza finalmente uno dei suoi sogni: un'escursione al Grand Canyon a Capodanno. In questo momento di riflessione, considera il tempo dedicato a se stessa e l'importanza delle varie sfumature dell'essere single. Mentre assapora questa esperienza, il film suggerisce la possibile presenza di un nuovo amore accanto a lei.

## Produzione
Le riprese principali del film, iniziate il 20 aprile 2015 a New York, sono finite il 15 agosto 2015.

## Distribuzione
Il film è uscito nelle sale americane il 12 febbraio 2016, mentre in quelle italiane un giorno in anticipo, l'11, tramite la Warner Bros.

## Accoglienza

### Incassi
Il film ha ricevuto, sin dal debutto, grande consenso al botteghino. Single ma non troppo ha incassato un totale di $ 111.8 milioni in tutto il mondo, contro un budget di $ 38 milioni.

### Critica
Single ma non troppo ha ricevuto recensioni contrastanti da parte della critica. Su Rotten Tomatoes, il film ha ricevuto una valutazione del 46%, sulla base di 78 recensioni, con una valutazione media di 5,3/10. Su Metacritic, il film ha un punteggio di 52 su 100, basato su 29 critici, che indica "recensioni contrastanti o medie". Il pubblico intervistato da CinemaScore ha dato al film una media di "B" su una scala da A+ a F.Il film ha ricevuto da Richard Roeper,   come voto di recensione, 3,5 su 4 stelle, e ha lodato sia il cast di comprimari che la sceneggiatura.